# Victor Westerholm

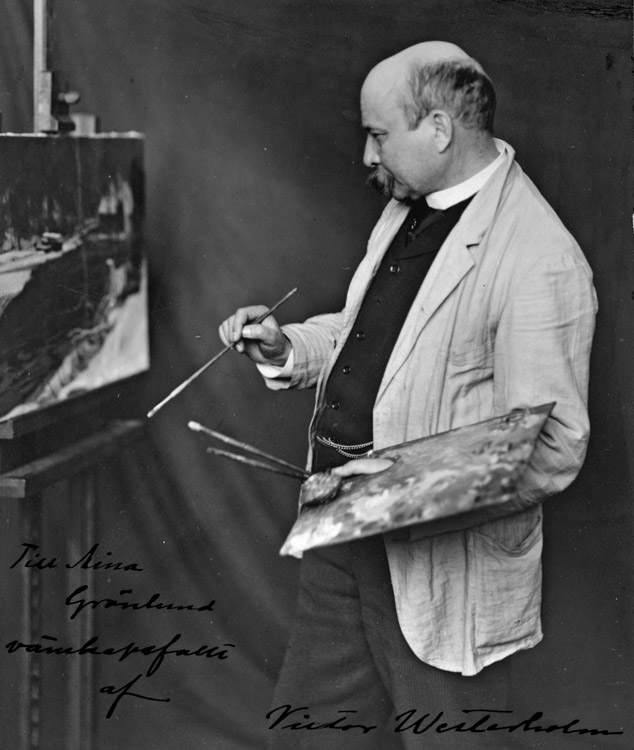
Victor Westerholm

Victor Axel Westerholm (* 4. Januar 1860 auf Nagu bei Turku; † 19. November 1919 in Turku) war ein finnischer Landschaftsmaler in der Dücker-Linie der Düsseldorfer Schule.

## Leben
Westerholm, Sohn eines Schiffers, besuchte von 1869 bis 1878 die Zeichenschule des Finnischen Kunstvereins, anfangs bei Robert Wilhelm Ekman, später vor allem bei Thorsten Waenerberg. Anschließend studierte er in den Jahren 1878 bis 1886 an der Kunstakademie Düsseldorf bei Andreas Müller, Hugo Crola, Peter Janssen dem Älteren und Carl Ernst Forberg, in den Jahren 1879/1880 in der Landschafterklasse von Eugen Dücker. Im Zeitraum 1888 bis 1890 belegte er winters Kurse an der Académie Julian in Paris bei Jules-Joseph Lefebvre und bei Gustave Boulanger.
Westerholm lehrte an der Schule der Kunstgesellschaft Turku, 1887 als Vertretungslehrer, 1888 bis 1898 und 1904 bis 1917 als Hauptlehrer, und war Direktor des Kunstmuseums Turku.
Seine häufigsten Motive waren Winterlandschaften und Sonnenuntergänge im Archipel der Ålandinseln, wo er in der Gemeinde Lemland ein Sommerhaus Tomtebo (schwedisch; deutsch „Wichtelhaus“) hatte. 1886 lud er mehrere Malerkollegen dorthin ein, wodurch eine Künstlerkolonie begründet wurde. Im åländischen Ort Önningeby erinnert ein Museum daran. Westerholm hat auch Motive aus dem Schärenmeer von Nagu gemalt, von wo seine Familie stammt und wo er sich als Kind regelmäßig aufhielt.
Seine Werke sind unter anderem in folgenden Museen zu sehen: Ateneum Helsinki; Amos-Anderson-Kunstmuseum Helsinki, Kunstmuseum Hämeenlinna, Gösta-Serlachius-Museum Mänttä-Vilppula, Villa Gyllenberg Helsinki.

## Galerie

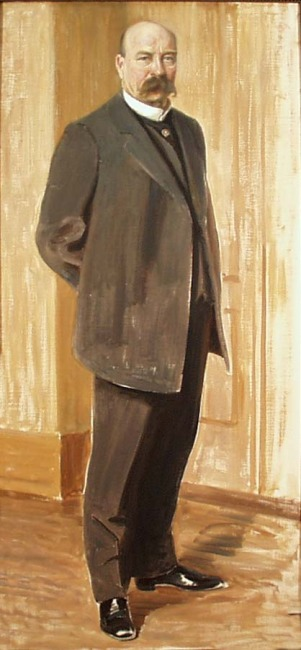
Selbstporträt
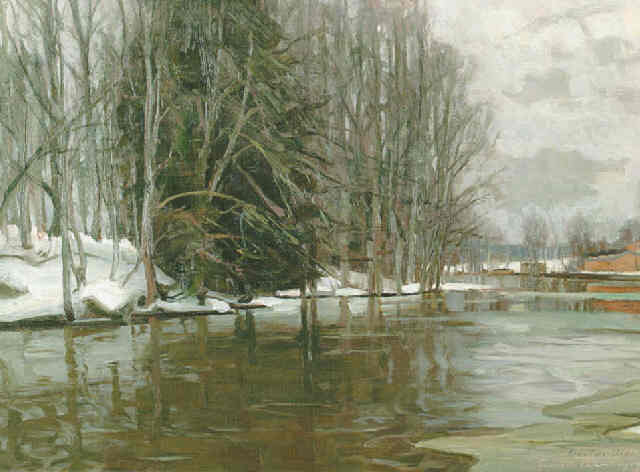
Jokimaisema Mustiosta, 1917
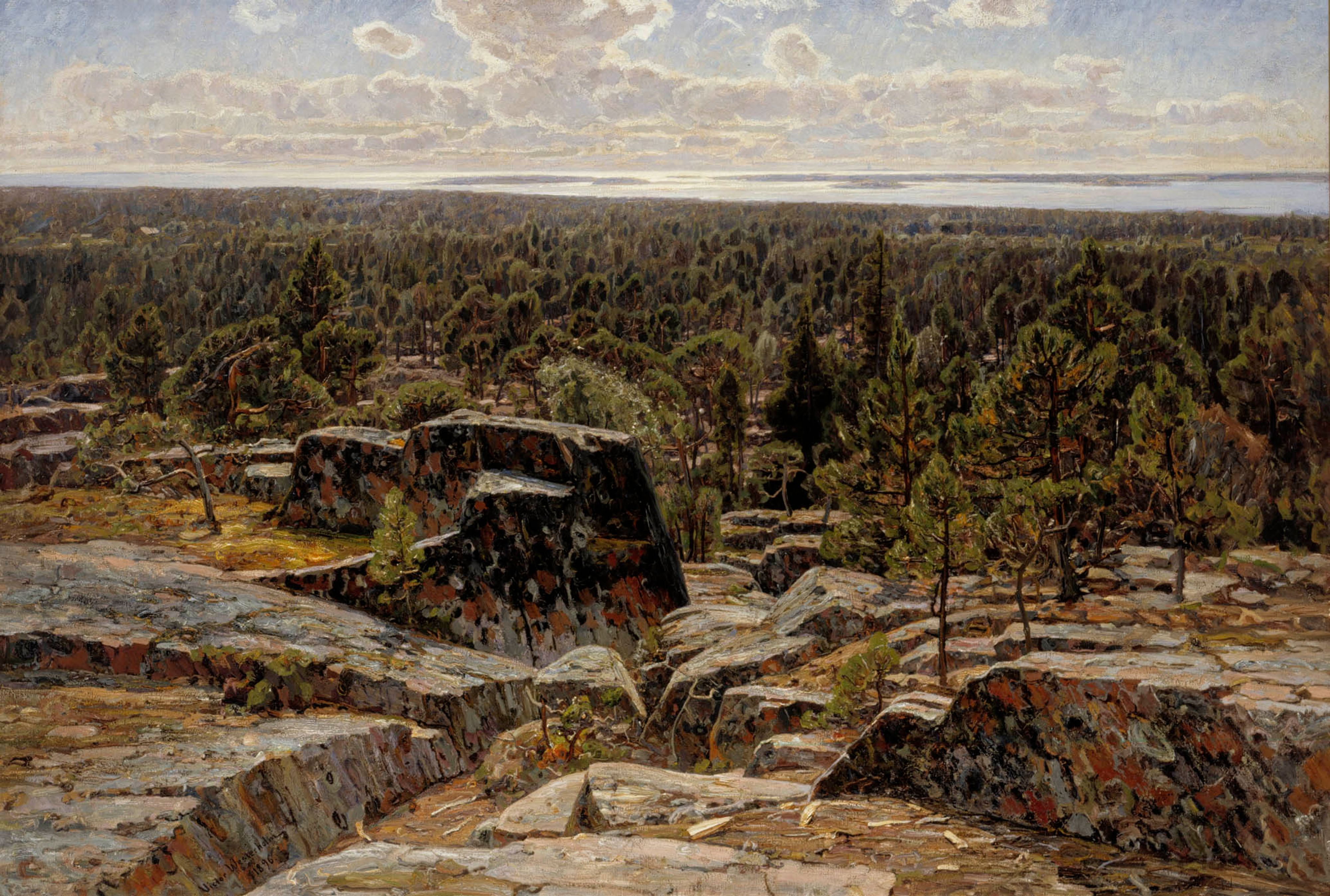
Landschaft in Åland, 1896
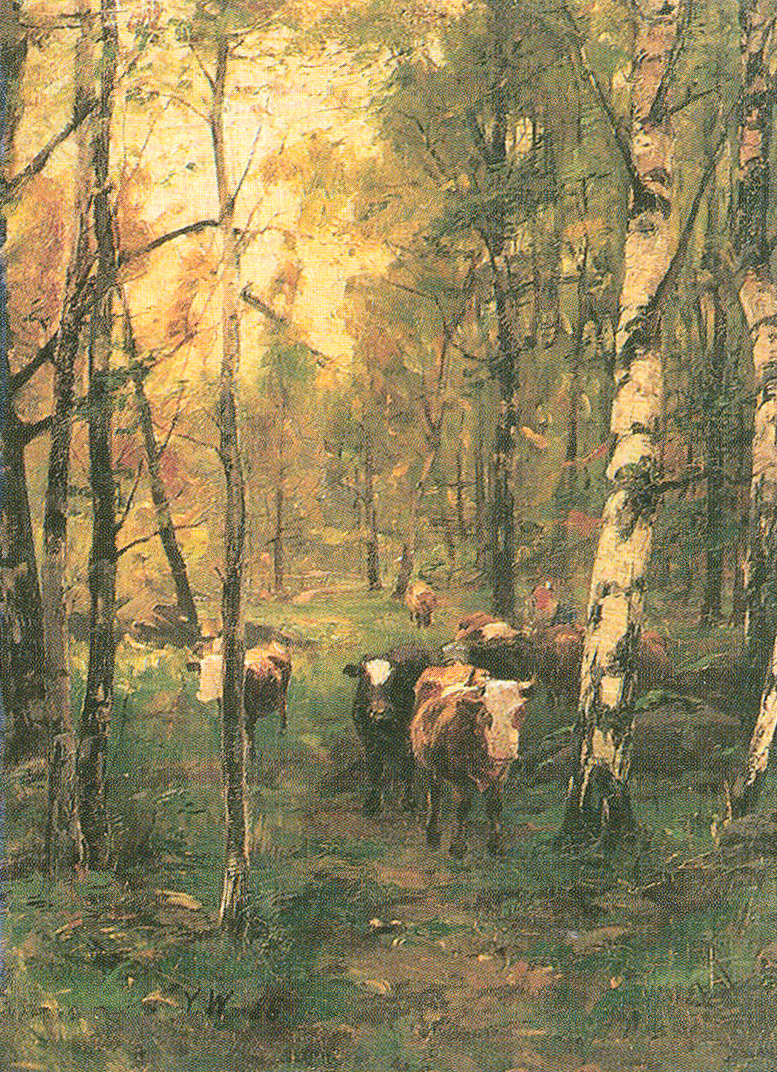
Lehmiä koivumetsässä, 1886
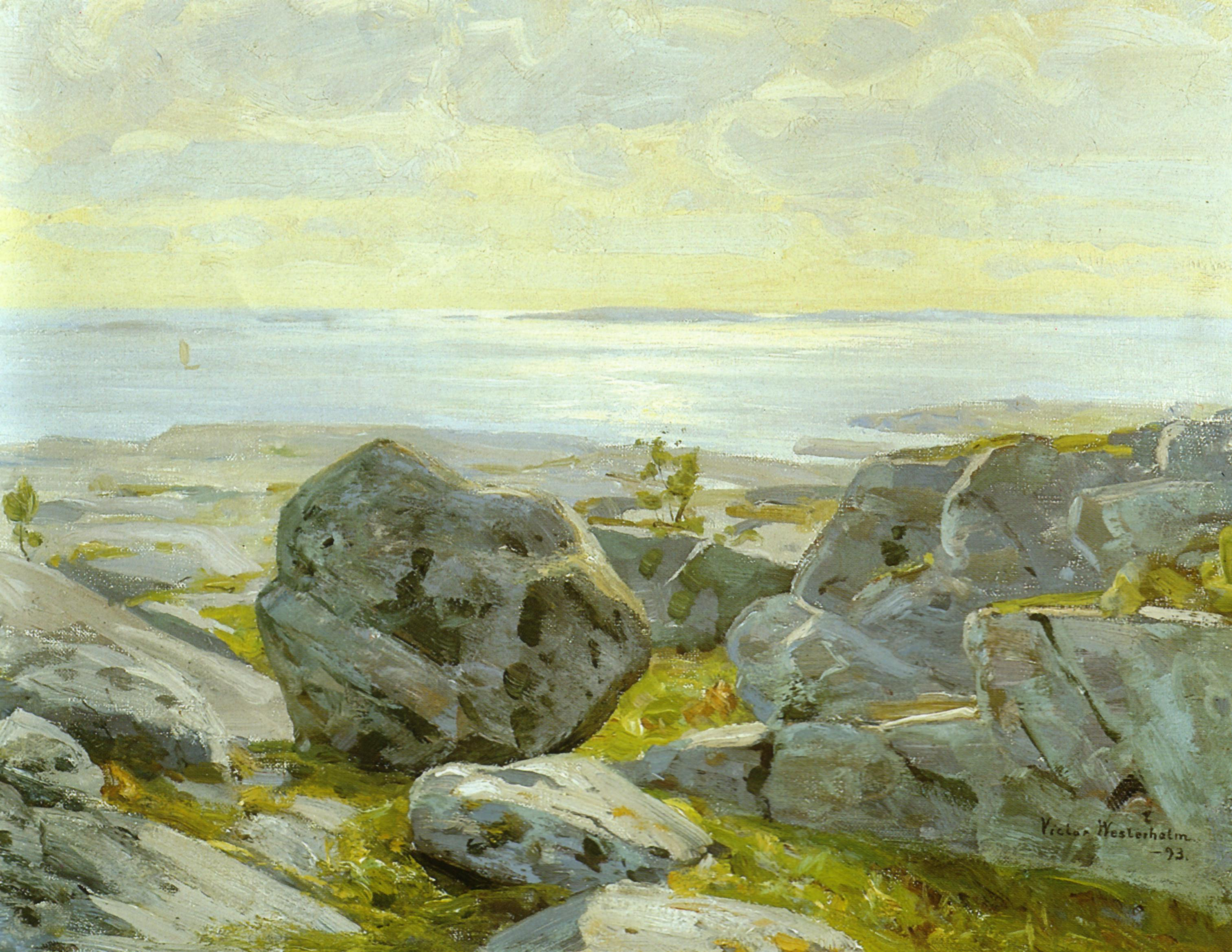
Åländische Küstenlandschaft
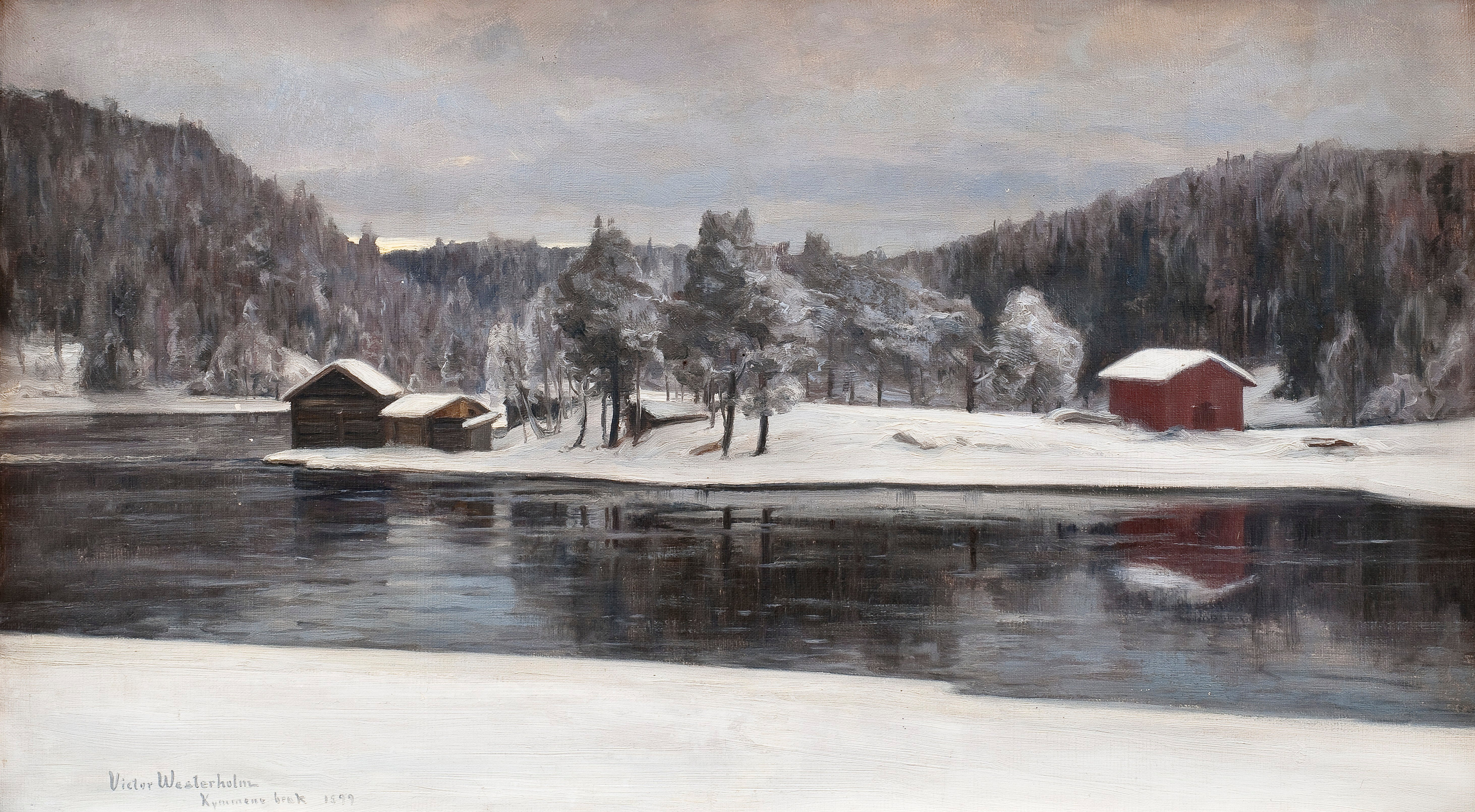
Winterlandschaft bei Kymmene